# Mikuni Yada
Mikuni Yada (japanisch 矢田 みくに, Yada Mikuni; * 29. Oktober 1999) ist eine japanische Leichtathletin, die sich auf den Langstreckenlauf spezialisiert hat.

## Sportliche Laufbahn
Erste internationale Erfahrungen sammelte Mikuni Yada im Jahr 2016, als sie bei den U20-Weltmeisterschaften in Bydgoszcz mit 15:49,63 min den zwölften Platz im 5000-Meter-Lauf belegte. 2018 siegte sie in 16:31,65 min bei den Juniorenasienmeisterschaften in Gifu und 2025 gewann sie bei den Asienmeisterschaften in Gifu in 31:12,21 min die Bronzemedaille im 10.000-Meter-Lauf hinter der Kasachin Daisy Jepkemei und ihrer Landsfrau Ririka Hironaka.

## Persönliche Bestzeiten
- 3000 Meter: 9:01,53 min, 18. Juni 2017 in Kumamoto
  - 3000 Meter (Halle): 9:06,63 min, 28. Januar 2022 in Boston
- 5000 Meter: 15:19,67 min, 18. Juli 2020 in Chitose
- 10.000 Meter: 31:12,21 min, 29. Mai 2025 in Gumi